# Wincenty Orzeszkowski
Wincenty Fabian Orzeszkowski (ur. 25 stycznia 1801 w Chamsku koło Sierpca, zm. 17 lutego 1887 w Płocku), polski duchowny katolicki, profesor Akademii Duchownej w Warszawie, prepozyt płockiej kapituły katedralnej w latach 1863–1877.

## Życiorys
Był synem zubożałego szlachcica Stanisława i Agnieszki z Trzcińskich, szkołę rządową kończył w Żurominie, a w 1821 rozpoczął studia w płockim Seminarium Duchownym. Uwieńczeniem nauki były święcenia kapłańskie, przyjęte przez Orzeszkowskiego w 1824. Po czteroletnim pełnieniu funkcji wikariusza w Chamsku przeniesiony został w 1828 do Pułtuska na wykładowcę miejscowego seminarium. Nominację otrzymał mimo braku wyższych studiów teologicznych. Prowadził zajęcia z teologii moralnej, Pisma świętego, prawa kanonicznego, ceremonii. Ponadto był nauczycielem religii na pensji Gabrieli de Verny. W 1834 został regensem seminarium w Pułtusku, a od 1837 w miejscowym konsystorzu wykonywał obowiązki egzaminatora. W 1833 mianowany został kanonikiem honorowym kapituły w Pułtusku, w 1839 otrzymał godność prałacką kustosza. 
W 1845 dzięki wsparciu arcybiskupa warszawskiego Antoniego Fijałkowskiego powołany został na prorektora Akademii Duchownej w Warszawie; zaledwie kilka miesięcy później otrzymał profesurę teologii moralnej (z pominięciem procedury konkursowej) i złożył funkcję prorektora. Cieszył się powagą i szacunkiem przełożonych i współpracowników, czego wyrazem były pochlebne opinie w corocznych sprawozdaniach rektora dla Komisji Rządowej Spraw Wewnętrznych i Duchownych. W 1853 wszedł w skład Rady Akademii (odpowiednik senatu uczelnianego). Jako dydaktyk opierał się ściśle na podręczniku francuskiego jezuity Paula Gabriela Antoine'a Theologia moralis, ale wykłady uzupełniał trafnymi przykładami z praktyki. Sam ogłosił dwa artykuły – Rozprawa o obyczajowości i ocenianiu czynów ludzkich ("Pamiętnik Religijno-Moralny", rocznik 23, 1852) oraz O teologii moralnej O. Debreyna ("Przegląd Katolicki", rocznik 8, 1870, nr 47). 
W 1866 Orzeszkowski przeszedł na emeryturę i przeniósł się do Płocka, gdzie już kilka lat wcześniej otrzymał nominację na prepozyta kapituły katedralnej (1863) i oficjała generalnego konsystorza (1864). Godności te zawdzięczał Wincentemu Popielowi, rektorowi Akademii Duchownej w Warszawie, który w 1863 na mocy nominacji papieskiej zasiadł na stolicy biskupiej w Płocku. W latach zesłania biskupa Popiela w Nowogrodzie (1867-1873) Orzeszkowski jako wikariusz generalny zarządzał diecezją. Później, przekroczywszy już 70. rok życia, ograniczał się do przewodzenia posiedzeniom kapituły, zajmował się też nabytym majątkiem ziemskim Leszczyn Szlachecki niedaleko Płocka.
Był odznaczony m.in. Orderem Św. Stanisława i Orderem Św. Anny. Został pochowany w Płocku. Ćwierć majątku Leszczyn zapisał diecezji na restaurację katedry w Płocku, z pewnej części utworzył fundację dla studentów, resztę przeznaczył dla bratanka.